# ノー・ダイス
『ノー・ダイス』（No Dice ）は、バッドフィンガーが1970年に発表したアルバム。バンド名を"アイヴィーズ"から"バッドフィンガー"に変更してからは、2作目のスタジオ・アルバムに当たる。

## 解説
ジョーイ・モーランドが新ギタリストとして加入して、トム・エヴァンズは本作から主にベースを担当するようになった。大部分の曲では、ビートルズとの仕事で知られるジェフ・エメリックがプロデューサーを務めたが、「嵐の恋」と「ビリーヴ・ミー」は、ビートルズのロード・マネージャーであったマル・エヴァンズがプロデュースした。
本作からシングル・カットされた「嵐の恋」は、全英5位・全米8位に達した。音楽評論家のRichie Unterbergerは、「嵐の恋」について「音楽評論家が"パワー・ポップ"というジャンル名をつけるよりも何年も前に、そのスタイルを開拓している」と評している。また、収録曲「ウィズアウト・ユー」は、後にハリー・ニルソンやマライア・キャリーによるカヴァー・ヴァージョンが大ヒットして、スタンダード・ナンバーとなった。
1992年に発売された再発CDには、5曲のボーナス・トラックが収録された。2010年発売のリマスターCDでは、ボーナス・トラックが変更されている。

## 収録曲
特記なき楽曲はピート・ハム作。
1. アイ・キャント・テイク・イット - I Can't Take It - 2:54
2. アイ・ドント・マインド - I Don't Mind (Joey Molland, Tom Evans) - 3:13
3. ラヴ・ミー・ドゥ - Love Me Do (J. Molland) - 2:57
4. ミッドナイト・コーラー - Midnight Caller - 2:48
5. 嵐の恋 - No Matter What  - 2:59
6. ウィズアウト・ユー - Without You (Pete Ham, T. Evans) - 4:42
7. ブラッドウィン - Blodwyn - 3:24
8. ベター・デイズ - Better Days (J. Molland, T. Evans) - 3:59
9. イット・ハッド・トゥ・ビー - It Had to Be (Mike Gibbins) - 2:57
10. ワットフォード・ジョン - Watford John (J. Molland, M. Gibbins, P. Ham, T. Evans) - 3:21
11. ビリーヴ・ミー - Believe Me (T. Evans) - 2:58
12. ウィアー・フォー・ザ・ダーク - We're for the Dark - 3:51

### 1992年再発盤ボーナス・トラック
1. ゲット・ダウン - Get Down (J. Molland, M. Gibbins, P. Ham, T. Evans) - 3:43
2. フレンズ・アー・ハード・トゥ・ファインド - Friends Are Hard to Find (J. Molland) - 2:28
3. ミーン・ミーン・ジェミマ - Mean Mean Jemima (J. Molland) - 3:41
4. ラヴィング・ユー - Loving You (M. Gibbins) - 2:51
5. アイル・ビー・ザ・ワン - I'll Be the One (J. Molland, M. Gibbins, P. Ham, T. Evans) - 2:54

### 2010年再発盤ボーナス・トラック
1. アイ・キャント・テイク・イット（エクステンデッド・ヴァージョン） - I Can't Take It (Extended Version) - 4:14
2. ウィズアウト・ユー（モノ・スタジオ・デモ・ヴァージョン） - Without You (Mono Studio Demo Version) (P. Ham, T. Evans) - 3:57
3. フォトグラフ - Photograph (J. Molland) - 3:24
4. ビリーヴ・ミー（別ヴァージョン） - Believe Me (Alternate Version) - 3:04
5. 嵐の恋（モノ・スタジオ・デモ・ヴァージョン） - No Matter What (Mono Studio Demo Version) - 2:57

## カヴァー
- ミッドナイト・コーラー
  - ティム・ハーディン（英語版） - アルバム『Painted Head』（1972年）に収録。
- 嵐の恋
  - ジェリーフィッシュ - 12インチ・シングル「Baby's Coming Back」（1990年）にライヴ・ヴァージョンを収録[5]。
  - リリアン・アクス - アルバム『Poetic Justice』（1992年）に収録。
  - グレイト・ホワイト - カヴァー・アルバム『Recover』（2002年）に収録。
  - デフ・レパード - カヴァー・アルバム『Yeah!』（2006年）に収録。
- ウィズアウト・ユー
  - 上記項目を参照

## 参加ミュージシャン
- ピート・ハム - ギター、ピアノ、ボーカル
- トム・エヴァンズ - ベース、ボーカル
- ジョーイ・モーランド - ギター、ボーカル
- マイク・ギビンズ - ドラムス